# ByAnaMilán
ByAnaMilán es una serie web española de comedia para la plataforma digital Atresplayer Premium (Atresmedia); creada y protagonizada por la actriz española Ana Milán y dirigida por Rómulo Aguillaume. La ficción se estrenó en la plataforma el 8 de noviembre del 2020. El 11 de diciembre de 2020 se anunció que la serie había sido renovada por una segunda temporada, la cual fue estrenada el 5 de septiembre de 2021.

## Sinopsis
En esta historia, que mezcla realidad y ficción, una Ana Milán que está en su mejor momento, a punto de casarse con el amor de su vida y rodar una película como protagonista, se ve sorprendida por un inesperado giro que la deja sin boda, sin peli y sin rumbo. Apoyándose en sus amigos más fieles, su carácter y la gracia natural que la acompaña, Ana luchará por sobrevivir como sólo ella podría hacerlo.

## Reparto

### Principal
- Ana Milán como Ana Milán
- Pilar Bergés como Rebeca María López
- Jorge Usón como Rafa
- Marcelo Converti como Adolfo Sosa
- Cristóbal Suárez como Manu (temporada 2; invitado temporada 1)

#### Recurrente
- Alberto Velasco como Miguel (temporada 1)
- Maximiliano Calvo como Valentín (temporada 1)
- Paula Cariatydes como Ainara (temporada 1)
- Pablo Gómez-Pando como Melo (temporada 2)
- Ger Sánchez como Guille (temporada 2)
- Jesús Rubio como Leo (temporada 2)

con la colaboración especial de
- Israel Elejalde como Mario García
- Nuria González como Monja (temporada 1)
- María Alfonsa Rosso como Remedios Penedés
- Montserrat Alcoverro como Teresa Milán Penedés (temporada 1)
- Fernando Coronado como Esteban (temporada 1)
- Daniela Santiago como Ella misma
- Elisabet Gelabert como Doctora Gaztamide (temporada 1)
- Paula Cariatydes como Ainara (temporada 1)
- Ramiro Blas como Padre de Alfonso (temporada 2)
- Rosario Pardo como María Guerrero (temporada 2)

## Episodios
| Temporada | Temporada | Episodios | Estreno                 | Final                 |
| --------- | --------- | --------- | ----------------------- | --------------------- |
|           | 1         | 8         | 8 de noviembre de 2020  | 3 de enero de 2021    |
|           | 2         | 8         | 5 de septiembre de 2021 | 24 de octubre de 2021 |
| TOTAL     | TOTAL     | 16        | 2020                    | 2021                  |

### Primera temporada (2020-2021)
| N.º en serie | N.º en temp. | Título                            | Dirigido por      | Escrito por                                          | Fecha de lanzamiento original |
| --- | ------------ | --------------------------------- | ----------------- | ---------------------------------------------------- | ----------------------------- |
| 1 | 1            | «Cuando me mataron»               | Rómulo Aguillaume | Almudena Ocaña                                       | 8 de noviembre de 2020        |
| Ana Milán vive feliz y enamorada de su prometido. Pero cuando Mario desaparece sin dejar rastro, la vida de Ana será duramente sacudida. Intentará sin descanso contactar con él para encontrar alguna explicación. Contará con el apoyo y la ayuda de su amiga, Rebeca. Sin embargo, sin recibir ninguna respuesta y tras Mario ignorar sus mensajes; se dará cuenta de que vivía en un engaño. |              |                                   |                   |                                                      |                               |
| 2 | 2            | «Cuando me hice voluntaria»       | Rómulo Aguillaume | Aurora Graciá Tortosa                                | 15 de noviembre de 2020       |
| Rebeca, llevará a Ana a un taller de collage, en un amago de terapia mientras que por otro lado Ana, se topará con una monja a quién ayudará en un comedor social. Sin funcionarle ninguna de las dos, recurrirá a deshacer de todo lo que le recuerde de Mario y redecorar su piso. |              |                                   |                   |                                                      |                               |
| 3 | 3            | «Cuando perdí a mi abuela»        | Rómulo Aguillaume | Javier Galán y Diego Pinillos                        | 29 de noviembre de 2020       |
| Ana viaja a Alicante junto con Rafa para pasar con su madre los últimos días de a abuela. Allí se reencontrará con Esteban, un viejo amor del pasado. |              |                                   |                   |                                                      |                               |
| 4 | 4            | «Cuando perdí la libido»          | Rómulo Aguillaume | Aurora Graciá Tortosa                                | 6 de diciembre de 2020        |
| Ana preocupada por su bloqueo en el sexo y en una de las escenas que tiene rodar, intentará llamar a su ginecólogo para solucionarlo. Sin embargo, se da cuenta de que en realidad ha estado hablando con su portero que tiene el mismo nombre. Este intentará seducirla sin ningún resultado. Sus amigos, intentarán buscarle a Ana algún ligue en la fiesta organizada por ellos, cuando todo se desmadrará.                                                                                                   |              |                                   |                   |                                                      |                               |
| 5 | 5            | «Cuando perdí ese lunar»          | Rómulo Aguillaume | Aurora Graciá Tortosa, Javier Galán y Diego Pinillos | 13 de diciembre de 2020       |
| Ana recibe el “Premio mujer 10 del año” y acude a la gala junto a Rebeca. Allí percibirá cómo los estragos de la edad han hecho mella en ella. Preocupada por la "caída" de su lunar y por sus pechos, Ana decide acudir a una cirujana plástica. Iba decidida, cuando se encontrará con Daniela Santiago quién hará que cambie por completo sus pensamientos; rechazando la operación. Ana, recogerá su galardón con un emotivo discurso alabando a las mujeres imperfectas y a la belleza del cuerpo femenino. |              |                                   |                   |                                                      |                               |
| 6 | 6            | «Cuando llamé vaca a una fan»     | Rómulo Aguillaume | Aurora Graciá Tortosa                                | 20 de diciembre de 2020       |
| 7 | 7            | «Cuando me casé por papeles»      | Rómulo Aguillaume | Almudena Ocaña y Aurora Graciá Tortosa               | 27 de diciembre de 2020       |
| 8 | 8            | «La madre de todas las anécdotas» | Rómulo Aguillaume | Almudena Ocaña y Aurora Graciá Tortosa               | 3 de enero de 2021            |

### Segunda temporada (2021)
| N.º en serie | N.º en temp. | Título                                 | Dirigido por      | Escrito por                                                                        | Fecha de lanzamiento original |
| ------------ | ------------ | -------------------------------------- | ----------------- | ---------------------------------------------------------------------------------- | ----------------------------- |
| 9            | 1            | «Terententén»                          | Rómulo Aguillaume | Arantxa Cuesta Con la colaboración de: Ana Milán                                   | 5 de septiembre de 2021       |
| 10           | 2            | «Cuando conocí a mis suegros»          | Rómulo Aguillaume | Tatiana Rodríguez Con la colaboración de: Ana Milán                                | 12 de septiembre de 2021      |
| 11           | 3            | «Cuando fui chef»                      | Rómulo Aguillaume | Diego Pinillos, Ramón Tarrés y Tatiana Rodríguez Con la colaboración de: Ana Milán | 19 de septiembre de 2021      |
| 12           | 4            | «Cuando me divorcié de mi mejor amigo» | Rómulo Aguillaume | Ramón Tarrés Con la colaboración de: Ana Milán                                     | 26 de septiembre de 2021      |
| 13           | 5            | «Cuando me robaron el coche»           | Rómulo Aguillaume | José Manuel Carrasco y Tatiana Rodríguez Con la colaboración de: Ana Milán         | 3 de octubre de 2021          |
| 14           | 6            | «Cuando recuperé a mi familia»         | Rómulo Aguillaume | Ramón Tarrés y Tatiana Rodríguez Con la colaboración de: Ana Milán                 | 10 de octubre de 2021         |
| 15           | 7            | «Cuando hablé con María Guerrero»      | Rómulo Aguillaume | Ramón Tarrés Con la colaboración de: Ana Milán                                     | 17 de octubre de 2021         |
| 16           | 8            | «Cuando me confundí de novio»          | Rómulo Aguillaume | Tatiana Rodríguez y Camino López Con la colaboración de: Ana Milán                 | 24 de octubre de 2021         |

## Producción
En consecuencia de la pandemia de coronavirus en España, la actriz durante el confinamiento obtuvo un gran exitoso en las redes sociales al contar sus anécdotas más divertidas. Algunas de sus historias rozaban incluso el surrealismo, esto hizo que semana tras semana, el número de seguidores fuera en aumento. Atresmedia Televisión se fijó en el tirón que había tenido Ana Milán con estas historietas y comenzó a preparar una serie basándose en ellas y que cuenta con la propia actriz como protagonista interpretándose a ella misma.
La serie inició su rodaje entre finales de septiembre y principios de octubre del 2020. Unas semanas más tarde, se anunció mediante redes sociales con un pequeño teaser; que se estrenaría el próximo domingo, 8 de noviembre de 2020.
El 11 de diciembre de 2020 Atresplayer Premium anunció que la serie había sido renovada por una segunda temporada, la cual se estrenó el 5 de septiembre de 2021 después de pasar por el FesTVal el día 1 de ese mes.

## Recepción

### Crítica

#### 1ª temporada
La primera temporada de ByAnaMilán ha recibido críticas mixtas a positivas por parte de los críticos. Albertini de Espinof fue crítico con la serie por su "falta de espontaneidad" y, más allá de que le guste Ana Milán, tachó la serie de "insustancial" y la acusó de "escasez de naturalidad", concluyendo que hace que "nada de esto ni importe y que haga la gracia justa." Antonio Rivera de Fuera de series dijo que la serie no tenía "demasiada inventiva" y que la premisa " recoge todo el ADN de una cantinela de bar", concluyendo que, durante su primer capítulo, la serie "no parece lanzar ningún anzuelo" y que el culto a la fugura de Ana Milán es "de ninguna manera suficiente para justificar el conjunto de un producto anclado en una cuarentena sin fin" Luara García Higueras de Vertele afirmó que "la comicidad convence", pero cuestionó la idea de desarrollar la serie alrededor de "una base de anécdotas", diciendo que "hace peligrar su esencia" y concluyó que el primer capítulo "deja con un sabor algo descafeinado" por no trasladas la frescura y naturalidad de los directos de la actriz. Cristina Romero de Los Lunes Seriéfilos fue mucho más positiva, dándole a la serie un 9 de 10 y elogiando su "dinámica y estética natural", a la vez que afirma que se quedó "con ganas de más".
Miguel Ángel Rodríguez de El Televisero le dio a la serie una crítica positiva, describiéndola como un "cóctel explosivo" y "prácticamente real como espejo del espectador" y categorizándola de "ideal para disfrutar y evadirse de la realidad". Jorge Rabazo de Bluper elogió en particular la escena del monólogo del primer capítulo, describiéndola como "toda una lección que puede llegar a viralizarse como las anécdotas", y la serie en general la tildó de "ligera" y escribió que "traza unas líneas interesantes para los siguientes capítulos", aunque también atisbó a una falta de frescura en comparación con los directos y a una necesidad de encontrar su tono. Xavi Sancho de El País tildó la serie como "refrescante" en la comedia española, debido a la decisión de la serie de reírse únicamente de su protagonista en vez del eslabón más débil de la cadena, y la comparó con Seinfeld y Roseanne. Cristina Quijorna de FormulaTV fue receptivo con la serie, dando atención positiva al casting, afirmando que la serie "destila verdad y clamando que va a "redescubrir" a Ana Milán para muchos espectadores, pero a su vez no fue tan positivo con el piloto "excesivamente introductorio" ni con la percibida "falta de comedia" de la serie. Miquel Unzué de TVienes fue bastante positivo con la serie, citando su "gran agilidad" al durar su primer capítulo solamente "24 minutos", diciendo que "sabe mezclar muy bien los elementos de realidad y ficción" y que "sacará al espectador más de una sonrisa y de una carcajada", además de elogiar su hilo conductor por "romper tabús en temas como el fracaso, el éxito la muerte o el amor [...] siempre con un gran sentido del humor", concluyendo que gustará tanto a los que vieron los directos de Ana Milán como los que no y que los que vean la serie "se sentirán mejor que cómo se sentían al empezar a verlo".

### Reconocimientos
| Año  | Premiación   | Categoría                                      | Nominado(s) | Resultado | Ref.   |
| ---- | ------------ | ---------------------------------------------- | ----------- | --------- | ------ |
| 2021 | Premios Iris | Premio Iris a la mejor interpretación femenina | Ana Milán   | Nominada  | [ 25 ] |